# Смешанная парная сборная Хорватии по кёрлингу
Смешанная парная сборная Хорватии по кёрлингу — смешанная национальная сборная команда (составленная из одного мужчины и одной женщины), представляет Хорватию на международных соревнованиях по кёрлингу. Управляющей организацией выступает Ассоциация кёрлинга Хорватии (хорв. Hrvatski curling savez, англ. Croatian Curling Association).

## Результаты выступлений

### Чемпионаты мира
| Год       | Место          | Игры           | Победы         | Поражения      | Состав (женщина, мужчина, тренер) |
| --------- | -------------- | -------------- | -------------- | -------------- | --------------------------------- |
| 2008—2016 | не участвовали | не участвовали | не участвовали | не участвовали | не участвовали                    |
| 2017      | 37             | 7              | 0              | 7              | Iva Roso, Mislav Martinic         |
| 2018      | 40             | 7              | 0              | 7              | Lucija Fabijanic, Ognjen Golubic  |
| 2019      | 41             | 7              | 1              | 6              | Iva Penava, Dario Vukovic         |
| 2020—2022 | не участвовали | не участвовали | не участвовали | не участвовали | не участвовали                    |

(данные отсюда:)

### Квалификационные турниры кчемпионатам мира
| Год       | Место | Игры | Победы | Поражения | Состав (женщина, мужчина, тренер) |
| --------- | ----- | ---- | ------ | --------- | --------------------------------- |
| 2022/2023 | 24    | 5    | 0      | 5         | Petra Bestak, Neven Pufnik        |